# Volta ao Algarve 2023
La Volta ao Algarve 2023, quarantanovesima edizione della corsa, valevole come quinta prova dell'UCI ProSeries 2023 categoria 2.Pro, si svolse in 5 tappe dal 15 al 19 febbraio 2023 su un percorso di 795 km, con partenza da Portimão e arrivo a Lagoa, in Portogallo. La vittoria fu appannaggio del colombiano Daniel Martínez, il quale completò il percorso in 20h00'26" alla media di 49,515 km/h precedendo l'italiano Filippo Ganna ed il belga Ilan Van Wilder.

## Tappe
| Tappa  | Data        | Percorso                          | km    | Vincitore di tappa  | Leader cl. generale |
| ------ | ----------- | --------------------------------- | ----- | ------------------- | ------------------- |
| 1ª     | 15 febbraio | Portimão > Lagos                  | 200,2 | Alexander Kristoff  | Alexander Kristoff  |
| 2ª     | 16 febbraio | Sagres > Alto da Fóia             | 189,4 | Magnus Cort Nielsen | Magnus Cort Nielsen |
| 3ª     | 17 febbraio | Faro > Tavira                     | 203,1 | Magnus Cort Nielsen | Magnus Cort Nielsen |
| 4ª     | 18 febbraio | Albufeira > Alto do Malhão        | 177,9 | Thomas Pidcock      | Thomas Pidcock      |
| 5ª     | 19 febbraio | Lagoa > Lagoa (cron. individuale) | 24,4  | Stefan Küng         | Daniel Martínez     |
| Totale | Totale      | Totale                            | 795   |                     |                     |

## Squadre e corridori partecipanti
| N.      | Cod. | Squadra                  |
| ------- | ---- | ------------------------ |
| 1-7     | ADC  | Alpecin-Deceuninck       |
| 11-17   | BOH  | Bora-Hansgrohe           |
| 21-27   | EFE  | EF Education-EasyPost    |
| 31-37   | GFC  | Groupama-FDJ             |
| 41-47   | IGD  | Ineos Grenadiers         |
| 51-57   | ICW  | Intermarché-Circus-Wanty |
| 62-67   | TJV  | Jumbo-Visma              |
| 71-77   | SOQ  | Soudal Quick-Step        |
| 81-87   | ARK  | Team Arkéa-Samsic        |
| 91-97   | DSM  | Team DSM                 |
| 101-107 | TFS  | Trek-Segafredo           |
| 111-116 | UAD  | UAE Team Emirates        |
| 121-127 | CJR  | Caja Rural-Seguros RGA   |

| N.      | Cod. | Squadra                          |
| ------- | ---- | -------------------------------- |
| 131-137 | HPM  | Human Powered Health             |
| 141-147 | TUD  | Tudor Pro Cycling Team           |
| 151-157 | UXT  | Uno-X Pro Cycling Team           |
| 161-167 | CDF  | ABTF Betão-Feirense              |
| 171-177 | ATF  | AP Hotels & Resorts-Tavira       |
| 181-187 | ALL  | Aviludo-Louletano-Loulé Concelho |
| 191-197 | LAA  | Credibom-LA Alumínios-Marcos Car |
| 201-207 | EFC  | Efapel Cycling                   |
| 211-217 | GCT  | Glassdrive-Q8-Anicolor           |
| 221-227 | KSU  | Kelly Simoldes UDO               |
| 231-237 | RPB  | Rádio Popular-Paredes-Boavista   |
| 241-247 | TAV  | Tavfer-Mortágua-Ovos Matinados   |

## Dettagli delle tappe

### 1ª tappa
- 15 febbraio: Portimão > Lagos – 200,2 km

Risultati
| Pos. | Corridore          | Squadra | Tempo    |
| ---- | ------------------ | ------- | -------- |
| 1    | Alexander Kristoff | Uno-X   | 4h49'25" |
| 2    | Jordi Meeus        | Bora    | s.t.     |
| 3    | Søren Wærenskjold  | Uno-X   | s.t.     |

| Pos. | Corridore          | Squadra | Tempo    |
| ---- | ------------------ | ------- | -------- |
| 1    | Alexander Kristoff | Uno-X   | 4h49'15" |
| 2    | Jordi Meeus        | Bora    | a 4"     |
| 3    | Søren Wærenskjold  | Uno-X   | a 6"     |

### 2ª tappa
- 16 febbraio: Sagres > Alto da Fóia – 189,4 km

Risultati
| Pos. | Corridore         | Squadra     | Tempo    |
| ---- | ----------------- | ----------- | -------- |
| 1    | Magnus C. Nielsen | EF          | 5h07'05" |
| 2    | Ilan Van Wilder   | Soudal      | s.t.     |
| 3    | Rui Costa         | Intermarché | s.t.     |

| Pos. | Corridore         | Squadra     | Tempo    |
| ---- | ----------------- | ----------- | -------- |
| 1    | Magnus C. Nielsen | EF          | 9h56'20" |
| 2    | Ilan Van Wilder   | Soudal      | a 4"     |
| 3    | Rui Costa         | Intermarché | a 6"     |

### 3ª tappa
- 17 febbraio: Faro > Tavira – 203,1 km

Risultati
| Pos. | Corridore         | Squadra | Tempo    |
| ---- | ----------------- | ------- | -------- |
| 1    | Magnus C. Nielsen | EF      | 5h05'14" |
| 2    | Filippo Ganna     | Ineos   | s.t.     |
| 3    | Jordi Meeus       | Bora    | s.t.     |

| Pos. | Corridore         | Squadra     | Tempo     |
| ---- | ----------------- | ----------- | --------- |
| 1    | Magnus C. Nielsen | EF          | 15h01'18" |
| 2    | Rui Costa         | Intermarché | a 18"     |
| 3    | Ilan Van Wilder   | Soudal      | a 20"     |

### 4ª tappa
- 18 febbraio: Albufeira > Alto do Malhão –  177,9 km

Risultati
| Pos. | Corridore       | Squadra | Tempo    |
| ---- | --------------- | ------- | -------- |
| 1    | Thomas Pidcock  | Ineos   | 4h28'39" |
| 2    | João Almeida    | UAE     | a 1"     |
| 3    | Ilan Van Wilder | Soudal  | a 5"     |

| Pos. | Corridore       | Squadra | Tempo     |
| ---- | --------------- | ------- | --------- |
| 1    | Thomas Pidcock  | Ineos   | 19h30'13" |
| 2    | Ilan Van Wilder | Soudal  | a 5"      |
| 3    | João Almeida    | UAE     | a 7"      |

### 5ª tappa
- 19 febbraio: Lagoa > Lagoa – Cronometro individuale –  24,4 km

Risultati
| Pos. | Corridore     | Squadra  | Tempo  |
| ---- | ------------- | -------- | ------ |
| 1    | Stefan Küng   | Groupama | 29'34" |
| 2    | Rémi Cavagna  | Soudal   | a 4"   |
| 3    | Filippo Ganna | Ineos    | a 10"  |

| Pos. | Corridore       | Squadra | Tempo     |
| ---- | --------------- | ------- | --------- |
| 1    | Daniel Martínez | Ineos   | 20h00'26" |
| 2    | Filippo Ganna   | Ineos   | a 2"      |
| 3    | Ilan Van Wilder | Soudal  | a 15"     |

## Evoluzione delle classifiche
| Tappa              | Vincitore           | Classifica generale Maglia gialla | Classifica a punti Maglia rossa | Classifica scalatori Maglia azzurra | Classifica giovani Maglia bianca | Classifica a squadre  |
| ------------------ | ------------------- | --------------------------------- | ------------------------------- | ----------------------------------- | -------------------------------- | --------------------- |
| 1ª                 | Alexander Kristoff  | Alexander Kristoff                | Alexander Kristoff              | António Ferreira                    | Pavel Bittner                    | Trek-Segafredo        |
| 2ª                 | Magnus Cort Nielsen | Magnus Cort Nielsen               | Alexander Kristoff              | António Ferreira                    | Frederik Wandahl                 | EF Education-EasyPost |
| 3ª                 | Magnus Cort Nielsen | Magnus Cort Nielsen               | Magnus Cort Nielsen             | António Ferreira                    | Frederik Wandahl                 | EF Education-EasyPost |
| 4ª                 | Thomas Pidcock      | Thomas Pidcock                    | Magnus Cort Nielsen             | Kasper Asgreen                      | Oscar Onley                      | Ineos Grenadiers      |
| 5ª                 | Stefan Küng         | Daniel Martínez                   | Magnus Cort Nielsen             | Kasper Asgreen                      | Oscar Onley                      | Ineos Grenadiers      |
| Classifiche finali | Classifiche finali  | Daniel Martínez                   | Magnus Cort Nielsen             | Kasper Asgreen                      | Oscar Onley                      | Ineos Grenadiers      |

Maglie indossate da altri ciclisti in caso di due o più maglie vinte
- Nella 2ª tappa Jordi Meeus ha indossato la maglia rossa al posto di Alexander Kristoff.
- Nella 4ª tappa Jordi Meeus ha indossato la maglia rossa al posto di Magnus Cort Nielsen.

## Classifiche finali

### Classifica generale - Maglia gialla
| Pos. | Corridore         | Squadra     | Tempo     |
| ---- | ----------------- | ----------- | --------- |
| 1    | Daniel Martínez   | Ineos       | 20h00'26" |
| 2    | Filippo Ganna     | Ineos       | a 2"      |
| 3    | Ilan Van Wilder   | Soudal      | a 15"     |
| 4    | Tobias Foss       | Jumbo       | a 22"     |
| 5    | Stefan Küng       | Groupama    | a 26"     |
| 6    | João Almeida      | UAE         | a 40"     |
| 7    | Thomas Pidcock    | Ineos       | a 48"     |
| 8    | Bauke Mollema     | Trek        | a 49"     |
| 9    | Magnus C. Nielsen | EF          | a 55"     |
| 10   | Rui Costa         | Intermarché | a 1'06"   |

### Classifica a punti - Maglia rossa
| Pos. | Corridore          | Squadra     | Punti |
| ---- | ------------------ | ----------- | ----- |
| 1    | Magnus C. Nielsen  | EF          | 46    |
| 2    | Jordi Meeus        | Bora        | 36    |
| 3    | Alexander Kristoff | Intermarché | 25    |
| 4    | Ilan Van Wilder    | Soudal      | 22    |
| 5    | Filippo Ganna      | Ineos       | 21    |

### Classifica scalatori - Maglia azzurra
| Pos. | Corridore         | Squadra   | Punti |
| ---- | ----------------- | --------- | ----- |
| 1    | Kasper Asgreen    | Soudal    | 18    |
| 2    | Ilan Van Wilder   | Soudal    | 13    |
| 3    | António Ferreira  | Kelly     | 12    |
| 4    | Rafael Lourenço   | AP Hotels | 11    |
| 5    | Magnus C. Nielsen | EF        | 10    |

### Classifica giovani - Maglia bianca
| Pos. | Corridore         | Squadra  | Tempo     |
| ---- | ----------------- | -------- | --------- |
| 1    | Oscar Onley       | DSM      | 20h01'50" |
| 2    | Frederik Wandahl  | Bora     | a 1'17"   |
| 3    | Finn Fisher-Black | UAE      | a 1'44"   |
| 4    | Mathias Vacek     | Trek     | a 23'50"  |
| 5    | Paul Penhoët      | Groupama | a 28'54"  |

### Classifica a squadre
| Pos. | Squadra                  | Tempo     |
| ---- | ------------------------ | --------- |
| 1    | Ineos Grenadiers         | 60h01'31" |
| 2    | Bora-Hansgrohe           | a 4'25"   |
| 3    | Intermarché-Circus-Wanty | a 8'54"   |
| 4    | EF Education-EasyPost    | a 9'24"   |
| 5    | Trek-Segafredo           | a 12'49"  |